# Podpołoski
Podpołoski – część wsi Piszczac Trzeci w Polsce położona w województwie lubelskim, w powiecie bialskim, w gminie Piszczac.
W latach 1975–1998 Podpołoski należały administracyjnie do województwa bialskopodlaskiego. 1 stycznia 2014 roku miejscowość została przyłączona do wsi Piszczac Trzeci.